# Pyxidanthera barbulata
Pyxidanthera es un género monotípico de plantas con flores perteneciente a la familia Diapensiaceae. Su única especie: Pyxidanthera barbulata es originaria del este de Estados Unidos,  en la costa de Long Island a Nueva Jersey, Virginia y Carolina del Sur. Algunos autores reconocen una segunda especie de Pyxidanthera llamada Pyxidanthera brevifolia. Otros autores consideran que las dos plantas  se transforman de una sola especie.

## Descripción
P. barbulata no es un musgo. Es un arbusto bajo que forma una estera en el suelo. Se desarrolla a partir de un rizoma y la raíz forma tallos a intervalos donde se encuentran con el suelo. Las hojas tienen forma de lanza y no superan un centímetro de largo. Las flores tienen color rosa los sépalos y los pétalos blancos de hasta aproximadamente 0,5 cm de largo.

## Hábitat
Esta planta crece en suelos secos, arenosos, bajo los pinos. A pesar de que puede aparecer en los humedales, se adapta bien a las condiciones secas. También se adapta a hábitat propensos a los incendios forestales.

## Taxonomía
Pyxidanthera barbulata fue descrita por André Michaux  y publicado en Flora Boreali-Americana 1: 152–153, pl. 17. 1803.
Sinonimia
- Diapensia americana Banks ex Sims
- Diapensia barbulata Elliott
- Diapensia cuneifolia Pursh[6]